# Taubenturm (Sarzeau)

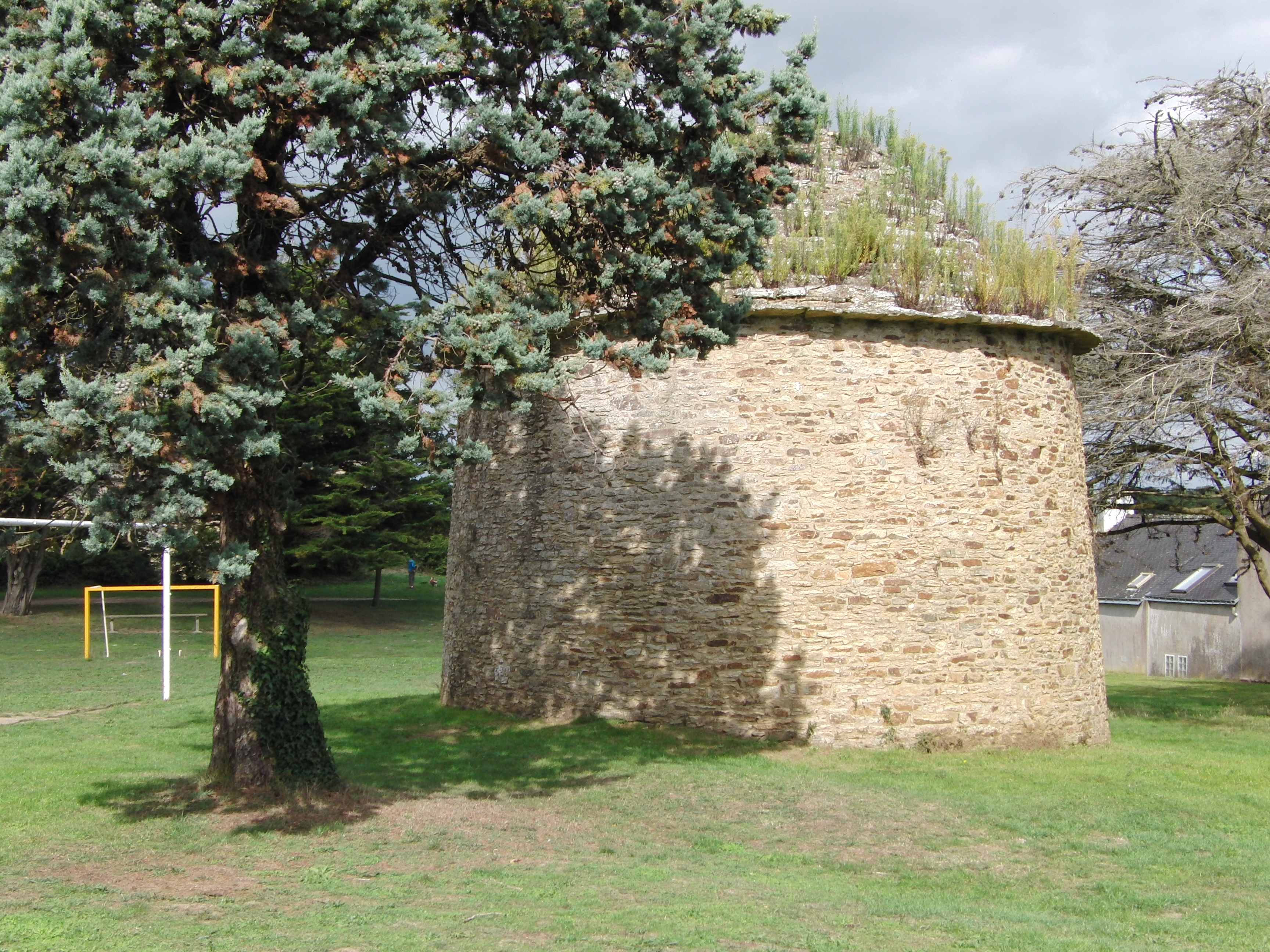
Taubenturm in Sarzeau

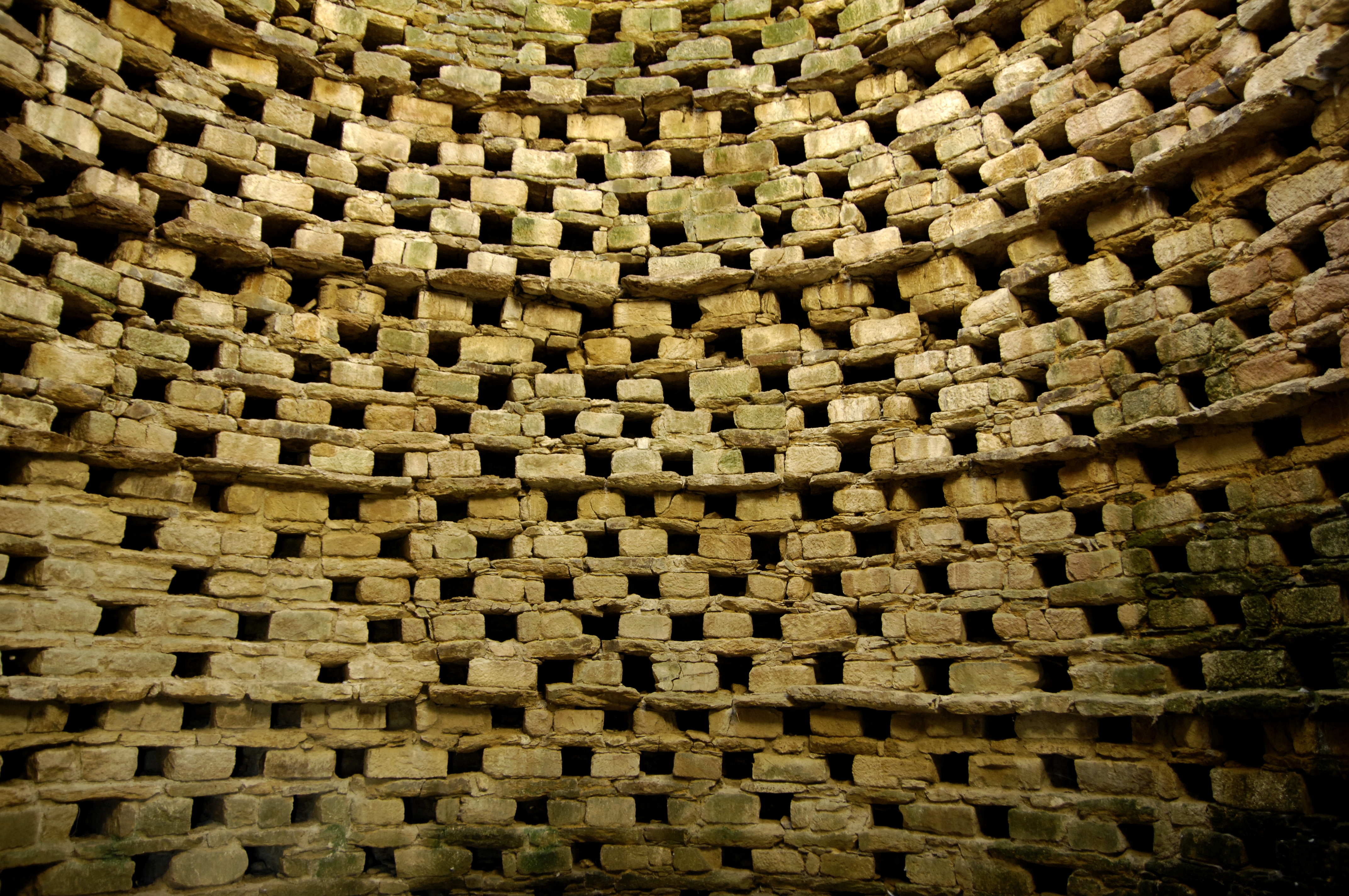
Innenansicht mit Taubennestern

Der Taubenturm (französisch colombier oder pigeonnier) in Sarzeau, einer französischen Gemeinde im Département Morbihan in der Region Bretagne, wurde vermutlich im 14. Jahrhundert errichtet. Der Taubenturm ist seit 1840 als Teil der Burg Suscinio als Monument historique klassifiziert.
Der Rundturm aus Bruchsteinmauerwerk besitzt ein Dach aus Steinplatten. Im Inneren sind noch die vielen Taubennester erhalten.